# Les Agents de Dreamland
Les Agents de Dreamland (titre original : Agents of Dreamland) est un roman court fantastique de Caitlín R. Kiernan paru en 2017 puis traduit en français et publié aux éditions Le Bélial' en 2020.
Ce roman court est le premier d'une série intitulée Tinfoil Dossier et il est suivi par Black Helicopters et The Tindalos Asset. Il peut être considéré comme le prolongement de la nouvelle Celui qui chuchotait dans les ténèbres écrite par H. P. Lovecraft et publiée en 1931.

## Résumé
Début juillet 2015, deux évènements concomitants n'ayant en priori aucun rapport entre eux se produisent : la NASA perd pendant un peu plus d'une heure la communication avec la sonde New Horizons, en approche de Pluton, et une fusillade a lieu dans un ranch situé à Winslow en Arizona.
Une agence américaine, basée à New York, et une agence britannique, basée à Londres, envoient chacune à Winslow leur meilleur agent car elles savent que cette affaire est liée à Drew Standish, un homme à la tête d'une secte et déjà connu de leurs services. Immacolata Sexton, une femme ayant la réputation d'être le meilleur agent ayant jamais existé, et l'homme qu'on appelle le Signaleur découvrent sur place plus d'une dizaine de femmes décédées et mutilées, ainsi qu'une femme encore vivante, Chloe Stringfellow. Toutes étaient des membres de la secte de Drew Standish. Chloe Stringfellow est rapatriée au cœur de la zone 51 et le Signaleur s'y déplace afin de l'interroger. Il doit essayer d'empêcher le mal qui semble avoir prospéré au sein de la secte de Drew Standish de se répandre et de mettre en danger toute l'humanité.